# Symmorphus tukvarensis
Symmorphus tukvarensis är en stekelart som beskrevs av Edmund Meade-Waldo 1910.
Symmorphus tukvarensis ingår i släktet vedgetingar och familjen Eumenidae. Inga underarter finns listade i Catalogue of Life.